# 泊母子殺人事件
泊母子殺人事件（とまりぼしさつじんじけん）とは、1962年7月7日にアメリカ占領下の沖縄の那覇市で発生した尊属殺人・強盗殺人事件。

## 概要
1962年7月7日正午、那覇市泊の住宅で母（48歳）と子（13歳）の刺殺体が発見された。同居していたはずの被害者の息子（23歳）が行方知れずになっていたので、琉球警察は重要参考人として行方を追っていた。
7月9日に彼は出頭し、母子殺害を自供したため直ちに逮捕された。

## 事件の動機
犯人である息子は、他人の給料を二度も横領して使い込むなど、金銭面でだらしないところがあり、それが原因で前の職場を辞めていた。今回も同僚の送別会の会費を使い込み、まさに進退窮まった状態であった。
7月7日、この日の夜に送別会が開かれることになっていた。午前3時、犯人は就寝中の母親の首や胸を刺して殺害し、その腹巻から12ドルを奪った。そのとき、弟が目を覚ましたので、口封じのために弟も刺し殺した。

## 裁判
犯人は殺人・尊属殺人・強盗殺人で起訴され、一・二審とも死刑判決が下った。しかし、当時高等弁務官に死刑の執行や恩赦の権限が与えられており、琉球列島高等弁務官は死一等を減じて彼を無期懲役に減刑した。